# F.X. Toole
F.X. Toole, pseudonimo di Jerry Boyd (Long Beach, 3 luglio 1930 – Torrance, 2 settembre 2002), è stato un pugile, allenatore di pugilato e scrittore statunitense.

## Biografia
Toole è noto per aver scritto la collezione di racconti Rope Burns: Stories from the Corner, da cui è stato tratto il film Million Dollar Baby (2004), vincitore del premio Oscar. Rope Burns: Stories from the Corner è dedicato a Dub Huntley, l'uomo che ha introdotto Boyd alla boxe. Molti dei capitoli ed eventi presenti nel libro sono tratti dalla vita ed esperienze di Dub Huntley.  Boyd fu allenato da Huntley quando aveva quaranta anni e i due diventarono amici durante quel periodo. Poco prima di morire, Boyd fece da assistente ad Huntley mentre allenava la boxer professionista Juli Crockett. Huntley ha dichiarato in un'intervista a Sports Illustrated che Juli ispirò il personaggio di Maggie Fitzgerald in Million Dollar Baby.